# ميرا-بياندار
ميرا-بياندار (بالهندية: मिरा-भायंदर) هي مدينة من مدن الهند. يبلغ عدد سكانها 814655 نسمة حسب إحصائيات سنة 2011. تبلغ مساحتها 79.4 كم².

## وصلات خارجية
- الموقع الرسمي